# Vilafant

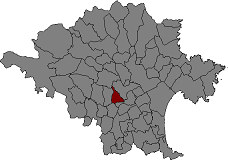
Położenie gminy na mapie comarki Alt Empordà.

Vilafant – gmina w Hiszpanii,  w Katalonii, w prowincji Girona, w comarce Alt Empordà.
Powierzchnia gminy wynosi 8,35 km². Zgodnie z danymi INE, w 2005 roku liczba ludności wynosiła 4852, a gęstość zaludnienia 581,08 osoby/km². Wysokość bezwzględna gminy równa jest 54 metry. Współrzędne geograficzne gminy to 42°14'56"N, 2°56'20"E.

## Miejscowości
W skład gminy wchodzą trzy miejscowości, w tym miejscowość gminna o tej samej nazwie:
- Les Arengades i el Camp dels Enginyers – liczba ludności: 2336
- Les Forques – 1315
- Vilafant – 1201

## Demografia
| 1991 | 1996 | 1997 | 1998 | 1999 | 2000 | 2001 | 2002 | 2003 | 2004 | 2005 |  |
| ---- | ---- | ---- | ---- | ---- | ---- | ---- | ---- | ---- | ---- | ---- |  |
| 2914 | 3528 | 3662 | 3876 | 4126 | 4293 | 4442 | 4560 | 4776 | 4847 | 4952 |  |